# Svartholmen, Kyrkslätt och Sjundeå
Svartholmen är en ö i Finland. Den ligger i Finska viken och i kommunerna Kyrkslätt och Sjundeå i landskapet Nyland, i den södra delen av landet. Ön ligger omkring 35 kilometer väster om Helsingfors.
Öns area är 3,1 hektar och dess största längd är 280 meter i sydväst-nordöstlig riktning.